# 福克蘭狼
福克蘭狼（學名：Dusicyon australis，原本的名稱為Canis antarcticus）是福克蘭群島唯一一種陸棲的哺乳動物，也被稱為南極狼、福克蘭犬或福克蘭狐，這種犬科的特有種於1876年絕種（於西福克蘭島），也是近代史上已知唯一滅絕的犬科动物。最接近的親源種是棲息在南美大陆的鬃狼。目前已知在西福克蘭島與東福克蘭島都曾有福克蘭狼的蹤跡，不過牠們之間差異多大並不清楚。
福克蘭狼的毛是黃褐色的，尾巴的尖端則是白色的，以什麼為食則不清楚。由於福克蘭群島缺乏原生的齧齒類動物，所以福克蘭狼很可能是以在地面築巢的鵝、企鵝、幼蟲與昆蟲為食，就像海岸清道夫一樣。牠們有時被認為是居住在洞穴之中。

## 歷史

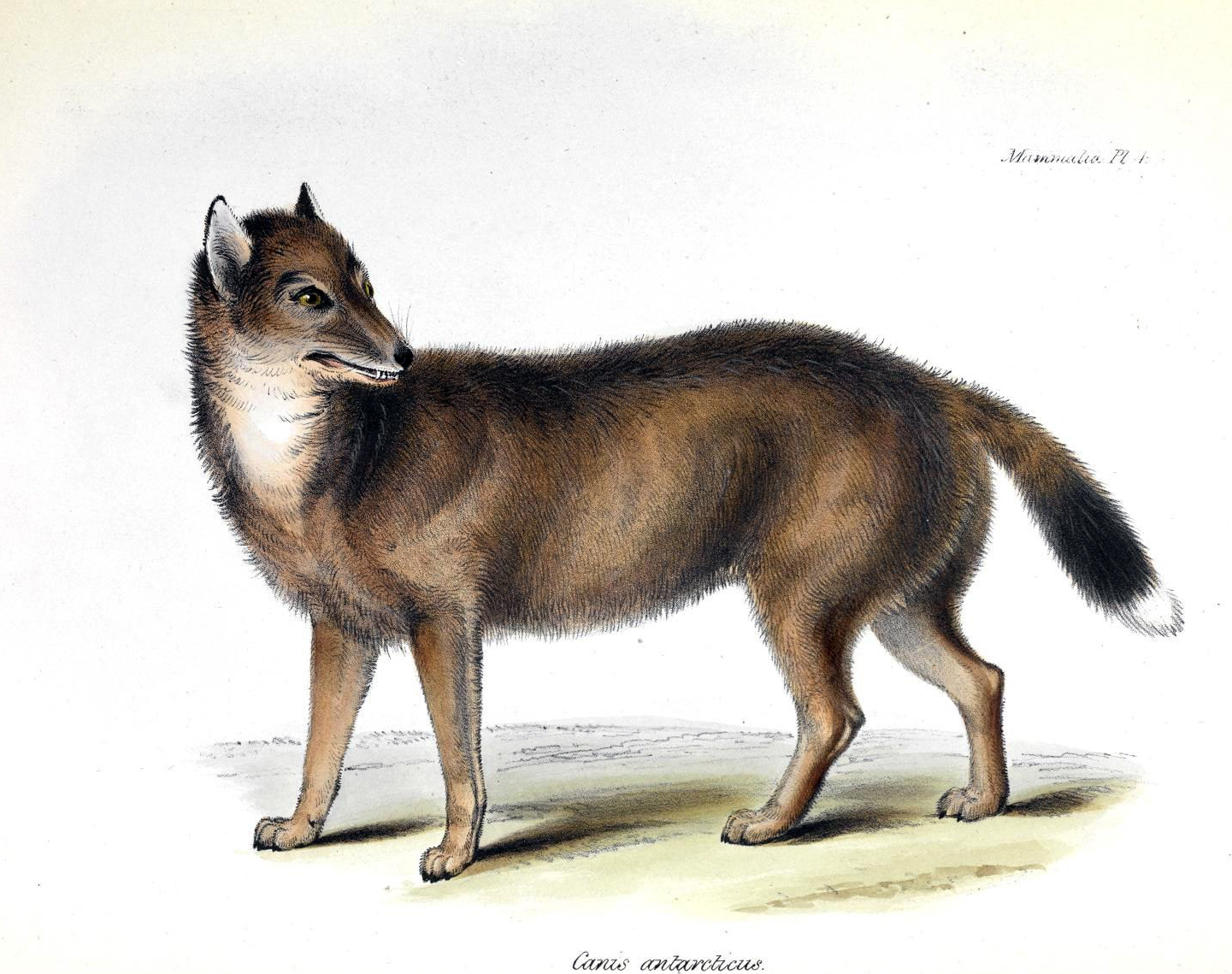
福克蘭狼的繪畫

福克蘭狼首次由約翰·斯壯船長在1692年所目擊到 （页面存档备份，存于），法國航海家路易斯·安東尼·布干維爾（Louis Antoine de Bougainville）則在福克蘭群島建立居住地，並稱它為「loup-renard」（意為狐-狼）。當查爾斯·達爾文於1833年登上島上調查時，將這種犬科動物命名為Canis antarcticus，並認為牠們是相當常見且溫馴的。移居者認為福克蘭狼對於他們帶來的綿羊是一種威脅，所以有組織的大量毒害與射殺牠們。因為缺乏可以躲藏的叢林，所以福克蘭狼很快就滅絕了。由於缺乏掠食者，所以福克蘭狼相當溫馴，就像一般的島嶼物種。人們可以一手拿一塊肉，另一手用刀子或棍子殺害牠們。不過如果有必要的話，福克蘭狼偶爾也會抵抗。
一隻福克蘭狼在1868年被帶往英國的倫敦動物園，不過只活了幾年而已。在福克蘭狼已經絕種的1880年時，英國生物學家托馬斯·亨利·赫胥黎認為福克蘭狼與郊狼的關係接近。不過歐德菲爾德·湯瑪斯（Oldfield Thomas）在1914年將牠們重分類在福克蘭狼屬，並認為牠們與阿根廷狐及南美狐關係較近。

## 演化
福克蘭狼不尋常的棲息範圍是值得人們探討的，其他原生於海島的犬科動物只有加利福尼亞州的島嶼灰狐與棲息在智利的達爾文狐，不過牠們的棲息地並不像福克蘭群島那樣偏遠。一些頭骨的細部結構顯示牠們原本是與原住民抵達這些島嶼，並且半馴化成一種寵物。如果這是事實的話，福克蘭狼的祖先就是從南美洲而來的，並且在最後一次冰河時期中滅絕。博物館標本的DNA分析反而不確定牠們與這些已滅絕的親緣種間的關係。一些生物學家甚至認為福克蘭狼是馴養過程中，犬與狼的雜交種，不過目前對於這個推論是否可能發生。另一個可能是:在冰河時期時，福克蘭群島與南美洲之間的陸橋讓牠們的祖先得以越過海洋的分隔。無論如何，福克蘭狼都是一個生物地理學的謎。

## 外部連結
- Falklands Conservation （页面存档备份，存于）
- Site, includes three pictures of the Warrah （页面存档备份，存于）